# Borriana
Borriana (Borian-a in piemontese) è un comune italiano di 858 abitanti della provincia di Biella in Piemonte.

## Geografia fisica
Il territorio comunale di Borriana è collocato in gran parte nella pianura a sinistra del torrente Elvo. Oltre al centro comunale in questa zona si trovano anche varie frazioni. Alla destra del torrente il comune possiede una piccola parte dell'altopiano della Bessa. Oltre all'Elvo interessano il comune anche i torrenti Oremo e Viona.

## Origini del nome
Il nome Borriana (in passato anche documentato con le varianti Borrigania e Burriana) potrebbe essere derivato da botrio (al plurale borri), ovvero località di ristagno idrico, ricca di pantani.

## Storia

La chiesa di San Sulplizio

L'origine di Borriana è probabilmente molto antica; nella prima metà del X secolo venne alla luce nei pressi del torrente Oremo, in località Chiesa Vecchia, una necropoli romana.
"Il paese è nominato per la prima volta in un documento della chiesa Eusebiana dal 1150, ma le sue origini e la frequantazione del luogo sono indubbiamente molto più antiche. Le sue vicende storiche restano, nei tempi remoti, legate inscindibilmente a quelle della Bessa, area molto vasta a cui ancora oggi appartiene parte del paese. Gli scavi archeologici effettuati in Bessa negli anni '50 hanno evidenziato l'esistenza di insediamenti romani tra il 150 a.C. e il 90 a.C. che ci rimandano alla popolazione elto-ligure degli Ictimuli quali abitanti di gran parte di questo territorio.

### Simboli
Lo stemma del comune di Borriana è stato concesso, assieme al gonfalone municipale, con decreto del presidente della Repubblica del 18 aprile 1973.
Il gonfalone è un drappo troncato di azzurro e di bianco.

## Società

### Evoluzione demografica
Abitanti censiti

## Infrastrutture e trasporti
Dal 1926 al 1951 Borriana rappresentò il capolinea sud occidentale dalla tranvia Biella-Borriana.

## Amministrazione

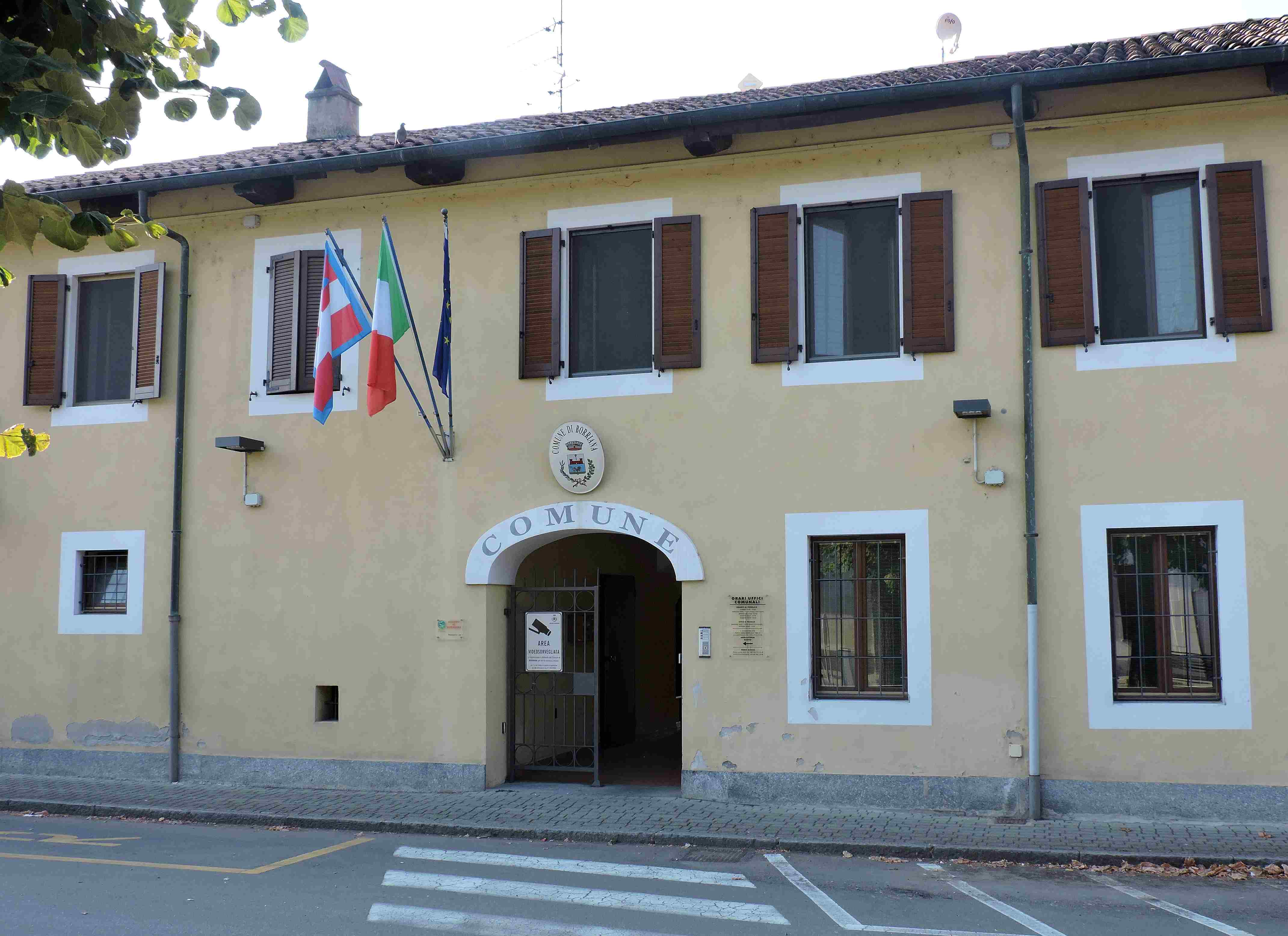
Il municipio

Di seguito è presentata una tabella relativa alle amministrazioni che si sono succedute in questo comune.
| Periodo | Periodo   | Primo cittadino     | Partito                             | Carica  | Note       |
| ------- | --------- | ------------------- | ----------------------------------- | ------- | ---------- |
| 1995    | 1999      | Silvano Rossetti    | lista civica                        | Sindaco | [ 9 ]      |
| 1999    | 2004      | Silvano Rossetti    | lista civica                        | Sindaco | 2º mandato |
| 2004    | 2009      | Marina Moretti      | lista civica                        | Sindaco | [ 9 ]      |
| 2009    | 2014      | Marina Moretti      | lista civica                        | Sindaco | 2º mandato |
| 2014    | 2019      | Francesca Guerriero | lista civica Per una nuova comunità | Sindaco | [ 9 ]      |
| 2019    | 2024      | Francesca Guerriero | lista civica Per una nuova comunità | Sindaco | 2º mandato |
| 2024    | in carica | Francesca Guerriero | lista civica Per una nuova comunità | Sindaco | 3º mandato |